# ブロンド (映画)
『ブロンド』（原題: Blonde）は、2022年に公開されたアメリカ合衆国の伝記映画。
監督・脚本はアンドリュー・ドミニク。ジョイス・キャロル・オーツの同名小説の二度目の映像化。アメリカの女優マリリン・モンローの生涯を、アナ・デ・アルマス主演で描く。
本作の映像は、4つのアスペクト比率、カラーと白黒が混在している。デデ・ガードナー、ジェレミー・クライナー、トレイシー・ランドン、ブラッド・ピット、スコット・ロバートソンがプロデューサーとして名を連ね、2010年から始まった企画は、2019年8月ロサンゼルスで製作に入った。
2020年から続く新型コロナの流行のさなか、2021年7月に製作を終了。キャスティングや露骨な性的描写、動画配信サービスにおける初のNC-17指定映画である点など、様々な論争を引き起こした。
2022年9月8日、第79回ヴェネツィア国際映画祭にてプレミア上映。同年9月16日より米国で限定公開され、9月28日からはNetflixで配信が開始された。

## あらすじ
子供時代のノーマ・ジーンは、精神的に不安定な母親のグレディスに育てられていた。ある日、ノーマから父親について尋ねられたグレディスは激昂し、ノーマをバスタブで溺れさせようとする。ノーマは逃げ出し隣人に保護されるが、数日後グレディスは精神病院に、ノーマも孤児院へと送られてしまう。
1940年代、マリリン・モンローの名でピンナップモデルになっていたノーマは芝居の世界を志すが、映画スタジオのMr. Zにレイプされる。1951年には、『ノックは無用』で役を獲得し、着々とキャリアを積み上げていく。キャス・チャップリンとエドワード・G・ロビンソン・ジュニアの2人と、彼女はポリアモリーな関係となる。しかし、エージェントからはパプリックな場で2人と会うなと指示される。彼女の中で、マリリンはノーマが演じるただの役、という感覚が深まっていく。
ノーマはキャスの子どもを妊娠するが、グレディスの精神病が遺伝する恐怖から中絶を決意する。手術後、キャスとエドワードと別れたノーマはジョー・ディマジオと出会い、ハリウッドからニューヨークへと活動の場を移し、真面目な演技に取り組みたい胸中を語る。『紳士は金髪がお好き』の撮影中から、彼女の父親を名乗る手紙が届きはじめる。映画のプレミアの後、ノーマはジョーからのプロポーズを、気乗りしない様子ではあったが受け入れる。だが、キャスとエドワードに見せられたノーマのヌード写真、『七年目の浮気』の白いドレスの宣伝行為などに嫌悪感を示したジョーとの結婚生活は悪化。ノーマはジョーから暴力を振るわれるようになり離婚する。
1955年、ブロードウェイのオーディションに参加したノーマは、劇作家のアーサー・ミラーと出会い結婚、メイン州へ移り住む。幸せな日々を過ごし、再度妊娠をするが、ビーチで転び今度は流産をしてしまう。悲嘆に暮れながらも映画の世界へと戻り、『お熱いのがお好き』を撮影中のノーマは精神的に不安定になっていた。現場では監督のビリー・ワイルダーに当たり、私生活では夫のアーサーと距離が生まれていく。
1962年には、彼女はドラッグとアルコールに依存するようになっていた。ふらつくノーマはシークレット・サービスに、ホテルに滞在中のケネディ大統領の元まで連れて行かれ、ケネディから手荒にフェラチオとセックスを強いられる。ドラッグに溺れて憔悴した彼女は、もう一度中絶手術をされる幻覚を経験した後、ロサンゼルスの自宅に戻った。ノーマはエドワードからの電話でキャスの死を伝えられ、後日形見として思い出深い虎のぬいぐるみが送られてくる。同封されていた手紙により、定期的に届いていたノーマの父親からの手紙はキャスが書いていた物だと明かされる。ショックを受け心砕かれたノーマは、睡眠薬を過剰摂取しベッドに横たわる。薄れゆく意識のなか、ノーマは死後の世界で彼女を迎える父親の姿を見た。

## キャスト
※括弧内は日本語吹き替え
- ノーマ・ジーン / マリリン・モンロー - アナ・デ・アルマス（水樹奈々）
  - 幼いノーマ・ジーン - リリー・フィッシャー
  - ノーマ・ジーンの歌声 - ヴァネッサ・レモニデス
- アーサー・ミラー - エイドリアン・ブロディ（宮本充）
- ジョー・ディマジオ - ボビー・カナヴェイル（谷昌樹）
- キャス・チャップリン - ゼイヴィア・サミュエル（諏訪部順一）
- グラディス・パール・ベイカー - ジュリアンヌ・ニコルソン（野沢由香里）
- エドワード・G・ロビンソン・ジュニア - エヴァン・ウィリアムズ（英語版）（福山潤）
- ホワイティ - トビー・ハス
- ダリル・F・ザナック - デヴィッド・ウォーショフスキー
- ジョン・F・ケネディ - キャスパー・フィリップソン（英語版）
- I・E・シン - ダン・バトラー
- ミス・フリン - サラ・パクストン
- イヴェット - レベッカ・ウィソッキー
- ノーマの父親 - タイ・ルニャン（英語版）

## 賞
| 賞                                       | 日付           | 部門                                                                                      | 対象                                                                                | 結果       | 出典          |
| ---------------------------------------- | -------------- | ----------------------------------------------------------------------------------------- | ----------------------------------------------------------------------------------- | ---------- | ------------- |
| ヴェネツィア国際映画祭                   | 2022年9月10日  | 金獅子賞                                                                                  | アンドリュー・ドミニク                                                              | ノミネート | [ 9 ]         |
| シカゴ映画批評家協会                     | 2022年12月14日 | 主演女優賞                                                                                | アナ・デ・アルマス                                                                  | ノミネート | [ 10 ]        |
| ゴールデングローブ賞                     | 2023年1月10日  | 主演女優賞 (ドラマ部門)                                                                   | アナ・デ・アルマス                                                                  | ノミネート | [ 11 ]        |
| ロンドン映画批評家協会賞                 | 2023年2月5日   | 主演女優賞                                                                                | アナ・デ・アルマス                                                                  | ノミネート | [ 12 ] [ 13 ] |
| ロンドン映画批評家協会賞                 | 2023年2月5日   | 技術功績賞                                                                                | レスリー・シャッツ                                                                  | ノミネート | [ 12 ] [ 13 ] |
| Make-Up Artists and Hair Stylists Guild  | 2023年2月11日  | Best Period and/or Character Make-Up in a Feature-Length Motion Picture                   | ティナ・レスラー・カーウィン エレナ・アロイ キャシー・ライオンズ                    | ノミネート | [ 14 ] [ 15 ] |
| Make-Up Artists and Hair Stylists Guild  | 2023年2月11日  | Best Period Hair Styling and/or Character Hair Styling in a Feature-Length Motion Picture | ハイメ・リー・マッキントッシュ リンネ・デュリー アホウ・モフィド ロバート・ピケンズ | ノミネート | [ 14 ] [ 15 ] |
| 英国アカデミー賞                         | 2023年2月19日  | 主演女優賞                                                                                | アナ・デ・アルマス                                                                  | ノミネート | [ 16 ]        |
| オーストラリア映画テレビ芸術アカデミー賞 | 2023年2月24日  | 主演女優賞                                                                                | アナ・デ・アルマス                                                                  | ノミネート | [ 17 ]        |
| 全米映画俳優組合賞                       | 2023年2月26日  | 主演女優賞                                                                                | アナ・デ・アルマス                                                                  | ノミネート | [ 18 ]        |
| ゴールデンラズベリー賞                   | 2023年3月11日  | 最低作品賞                                                                                | デデ・ガードナー ジェレミー・クライナー ブラッド・ピット                            | 受賞       | [ 19 ] [ 20 ] |
| ゴールデンラズベリー賞                   | 2023年3月11日  | 最低監督賞                                                                                | アンドリュー・ドミニク                                                              | ノミネート | [ 19 ] [ 20 ] |
| ゴールデンラズベリー賞                   | 2023年3月11日  | 最低助演男優賞                                                                            | ゼイヴィア・サミュエル                                                              | ノミネート | [ 19 ] [ 20 ] |
| ゴールデンラズベリー賞                   | 2023年3月11日  | 最低助演男優賞                                                                            | エバン・ウィリアムズ                                                                | ノミネート | [ 19 ] [ 20 ] |
| ゴールデンラズベリー賞                   | 2023年3月11日  | 最低脚本賞                                                                                | アンドリュー・ドミニク (原作: ジョイス・キャロル・オーツ)                           | 受賞       | [ 19 ] [ 20 ] |
| ゴールデンラズベリー賞                   | 2023年3月11日  | 最低スクリーンコンボ賞                                                                    | アンドリュー・ドミニク＆彼の女性に対する意識の問題                                  | ノミネート | [ 19 ] [ 20 ] |
| ゴールデンラズベリー賞                   | 2023年3月11日  | 最低スクリーンコンボ賞                                                                    | 虚偽のホワイトハウスのベッドシーンに登場する実在のキャラクター2人                   | ノミネート | [ 19 ] [ 20 ] |
| ゴールデンラズベリー賞                   | 2023年3月11日  | 最低前日譚・リメイク・盗作・続編賞                                                        | ブロンド                                                                            | ノミネート | [ 19 ] [ 20 ] |
| アカデミー賞                             | 2023年3月12日  | 主演女優賞                                                                                | アナ・デ・アルマス                                                                  | ノミネート | [ 21 ]        |